# The Ritual
A The Ritual a Testament nevű thrash metal együttes ötödik stúdióalbuma, amely 1992-ben jelent meg az Atlantic Recordsnál. Az album a Billboard 200-as listáján az 55. helyet érte el, ami a mai napig a Testament legjobb pozíciója. A The Ritual volt a klasszikus felállás utolsó közös albuma. A lemezmegjelenés után előbb Alex Skolnick gitáros majd a dobos Louie Clemente is kilépett a zenekarból.
Az 1990-es évek eleji megváltozott zenei közegben (grunge-korszak) a kereskedelmi siker érdekében a Testament a thrash metal stílustól a dallamosabb power metal felé mozdult el egyes dalokban. Első ízben vontak be a munkába külső szerzőt Del James személyében, aki a dalszövegek végső formába öntésében vett részt. Az albumot a korábban Gary Moore, AC/DC és Motörhead lemezeken dolgozó veterán angol producer, Tony Platt irányításával vették fel Los Angelesben. A lemezhez két videóklipet készítettek, a később koncertfavorittá váló Electric Crown mellett a lírai Return to Serenity dalra.

## Dalok
1. Signs of Chaos (intro) – 0:30
2. Electric Crown – 5:31
3. So Many Lies – 6:04
4. Let Go of My World – 3:45
5. The Ritual – 7:34
6. Deadline - 4:47
7. As the Seasons Grey – 6:16
8. Agony – 4:07
9. The Sermon – 4:48
10. Return to Serenity – 6:25
11. Troubled Dreams – 5:14

## Közreműködők
| Zenészek - Chuck Billy – ének - Eric Peterson – gitár - Alex Skolnick – szólógitár - Greg Christian – basszusgitár - Louie Clemente – dob | További közreműködők - Tony Platt: producer, hangmérnök - Nigel Green: keverés - Ulrich Wild: hangmérnök-asszisztens - George marino: maszterelés - William Benson: borító |

## Külső hivatkozások
- Testament hivatalos honlap
- Testament myspace oldal